# Le Mâle du siècle
Pour plus de détails, voir Fiche technique et Distribution.
Le Mâle du siècle est un film français réalisé par Claude Berri en 1975.

## Synopsis
Une femme est prise en otage lors de l'attaque d'une banque. Son mari, très jaloux, se propose de prendre sa place mais le bandit refuse. Alors le mari imagine sa femme le tromper avec cet homme. La police force le voleur à sortir et la femme est libérée. Mais le mari reste soupçonneux...

## Fiche technique
- Réalisation : Claude Berri, assisté de Jean-Jacques Beineix
- Scénario : Claude Berri et Jean-Louis Richard, d'après une idée de Miloš Forman
- Musique : Claude Morgan
- Production : Claude Berri et Pierre Grunstein
- Photographie : Jean-Pierre Baux
- Montage : Sophie Coussein
- Costumes  : Odette Le Barbenchon
- Sociétés de production : Les Films Christian Fechner et Renn Productions
- Distribution : AMLF
- Pays :  France
- Genre : comédie
- Durée : 88 minutes
- Date de sortie : 12 mars 1975
- Film interdit aux moins de 16 ans lors de sa sortie en salles en France

## Distribution
- Juliet Berto : Isabelle
- Claude Berri : Claude
- Hubert Deschamps : Hubert
- Roland Dubillard : le docteur Banque
- Marco Perrin : le cuisinier
- Denise Provence : la mère d'Isabelle
- Jacques Debary : le père d'Isabelle
- László Szabó : le gangster
- Yves Afonso : Louis Maboul
- Noël Simsolo
- Betty Langmann : la mère de Claude.

## Autour du film
Betty Langmann qui joue dans le film le rôle de la mère de Claude est réellement la mère de Claude Berri (dont le vrai nom est Claude Berel Langmann, son pseudonyme "Berri" n'étant qu'un diminutif de son second prénom, Berel). Simple ouvrière en fourrure et non pas actrice, elle n'a tourné que dans ce film.